# Oberhasli (quận)
Oberhasli (tiếng Đức: Amtsbezirk Oberhasli; tiếng Pháp: District d'Oberhasli) là một quận hành chính cũ thuộc bang Bern, Thụy Sĩ. Oberhasli có diện tích 550 km², dân số theo thống kê của cục thống kê Thụy Sĩ năm 1999 là 8189 người. Thủ phủ đóng ở Meiringen. Mã bưu chính là 218.
Sau ngày 1 tháng 1 năm 2010, quận này sáp nhập vào hạt Interlaken-Oberhasli, thuộc vùng lãnh thổ Oberland.